# Tallero di Zurigo
Il tallero è stata una moneta d'argento del cantone di Zurigo coniata fino al 1798. Era suddiviso in 2 Gulden, ognuno di 36 Schillinge. Lo Schillinge a sua volta era suddiviso in 4 Rappen o 12 Haller. Fu sostituito dal Frank della Repubblica elvetica nel 1798. Questo a sua volta fu sostituito, nel cantone, dal franco di Zurigo. Il tallero valeva 1/110 del marco di Colonia.

## Monete
Le prime monete vengono coniate con il nome di Guldiner nel 1512 e verso il 1515 con il nome di talleri. I doppi talleri (Doppeltaler) sono del 1556 e l'Halbe taler (1/2 tallero) dello stesso anno ed il Viertel Taler (1/4) nel 1557. 
Le prime monete recano al diritto lo stemma civico sostenuto da un leone che reca nella zampa anteriore destra il globo sovrastato da una croce, con la leggenda:MON'[eta] NO'[minis] TVRICENSIS CIVIT'[atis] IMPERI[alis]:  Al rovescio l'aquila bicipite e la leggenda: DOMINE : CONSERVA : NOS : IN : PACE 
Le monete sono coniate frequentemente anche nei secoli successivi; solo nel XVIII secolo si contano più di 50 monete diverse per tipo ed anno di emissione.
Alla fine del XVIII secolo venivano emesse monete da 5 e 20 Schillinge (o 1/2 Gulden), e da ½ ed 1 Thaler.
Nel 1813 sarà anche coniata un Neutaler con l'indicazione del valore da 40 Batzen. 